# Le Pont-de-Montvert
Le Pont-de-Montvert település Franciaországban, Lozère megyében. Lakosainak száma 317 fő (2018. január 1.). Le Pont-de-Montvert Mas-d’Orcières, Cubières, Cubiérettes, Altier, Pourcharesses, Concoules, Vialas, Saint-Maurice-de-Ventalon, Cassagnas, Saint-Julien-d'Arpaon, La Salle-Prunet, Bédouès és Fraissinet-de-Lozère községekkel határos.

## Népesség
A település népességének változása:
| Lakosok száma | 467  | 384  | 312  | 281  | 272  | 289  | 292  | 614  | 327  | 317  |
|               | 1962 | 1968 | 1975 | 1990 | 1999 | 2008 | 2013 | 2016 | 2017 | 2018 |